# Liste der Nummer-eins-Hits in Australien (1974)
Diese Liste enthält alle Nummer-eins-Hits in Australien im Jahr 1974. Grundlage sind die Top 50 der australischen Charts der ARIA. Es gab in diesem Jahr 13 Nummer-eins-Singles und 10 Nummer-eins-Alben.

## Singles
| ← 1973 ← | Liste der Nummer-eins-Hits in Australien | Liste der Nummer-eins-Hits in Australien | Liste der Nummer-eins-Hits in Australien                                | 1975 →                    |
| \| Zeitraum \| Wo. ges. \| Interpret \| Titel Autor(en) \| Zusätzliche Informationen \| \| (Zeitraum, Wochen auf Platz eins, Interpret, Titel, Autor[en], zusätzliche Informationen) \| \| \| \| \| \| ----------------------------------------------------------------------------------------- \| -------- \| ------------------ \| ----------------------------------------------------------------------- \| ------------------------- \| \| 24. Dezember 1973 – 20. Januar 1974 4 Wochen \| 4 \| Helen Reddy \| Leave Me Alone (Ruby Red Dress) Linda Laurie \| – \| \| 21. Januar 1974 – 27. Januar 1974 1 Woche \| 1 \| Suzi Quatro \| 48 Crash Michael Donald Chapman, Nicky Chinn \| – \| \| 28. Januar 1974 – 3. Februar 1974 1 Woche \| 1 \| Ringo Starr \| Photograph George Harrison, Richard Starkey \| – \| \| 4. Februar 1974 – 17. Februar 1974 2 Wochen \| 2 \| David Bowie \| Sorrow Bob Feldman, Jerry Goldstein, Richard D. Gottehrer \| – \| \| 18. Februar 1974 – 10. März 1974 3 Wochen \| 3 \| Grahame Bond \| Farewell Aunty Jack Rory Kevin O’Donoghue, Graham John Clifton Bond \| – \| \| 11. März 1974 – 28. April 1974 7 Wochen \| 7 \| Alvin Stardust \| My Coo Ca Choo Peter Shelley \| – \| \| 29. April 1974 – 26. Mai 1974 4 Wochen \| 4 \| Terry Jacks \| Seasons in the Sun Jaques Brel; englischer Text: Rod McKuen \| – \| \| 27. Mai 1974 – 16. Juni 1974 3 Wochen \| 3 \| Suzi Quatro \| Devil Gate Drive Michael Donald Chapman, Nicky Chinn \| – \| \| 17. Juni 1974 – 11. August 1974 8 Wochen \| 8 \| Paper Lace \| Billy Don’t Be a Hero Mitch Murray, Peter Robin Callander \| – \| \| 12. August 1974 – 22. September 1974 6 Wochen \| 6 \| Stevie Wright \| Evie Harry Vanda, George Young \| – \| \| 23. September 1974 – 17. November 1974 8 Wochen \| 8 \| Paper Lace \| The Night Chicago Died Musik: Mitch Murray; Text: Peter Robin Callander \| – \| \| 18. November 1974 – 15. Dezember 1974 4 Wochen \| 4 \| Olivia Newton-John \| I Love You, I Honestly Love You Peter W. Allen, Jeff Barry \| – \| \| 16. Dezember 1974 – 5. Januar 1975 3 Wochen \| 3 \| Carl Douglas \| Kung Fu Fighting Carl Douglas \| – \| |                                          |                                          |                                                                         |                           |
| ← 1973 |                                          |                                          |                                                                         | → 1975 →                  |
| Zeitraum | Wo. ges.                                 | Interpret                                | Titel Autor(en)                                                         | Zusätzliche Informationen |
| (Zeitraum, Wochen auf Platz eins, Interpret, Titel, Autor[en], zusätzliche Informationen) |                                          |                                          |                                                                         |                           |
| 24. Dezember 1973 – 20. Januar 1974 4 Wochen | 4                                        | Helen Reddy                              | Leave Me Alone (Ruby Red Dress) Linda Laurie                            | –                         |
| 21. Januar 1974 – 27. Januar 1974 1 Woche | 1                                        | Suzi Quatro                              | 48 Crash Michael Donald Chapman, Nicky Chinn                            | –                         |
| 28. Januar 1974 – 3. Februar 1974 1 Woche | 1                                        | Ringo Starr                              | Photograph George Harrison, Richard Starkey                             | –                         |
| 4. Februar 1974 – 17. Februar 1974 2 Wochen | 2                                        | David Bowie                              | Sorrow Bob Feldman, Jerry Goldstein, Richard D. Gottehrer               | –                         |
| 18. Februar 1974 – 10. März 1974 3 Wochen | 3                                        | Grahame Bond                             | Farewell Aunty Jack Rory Kevin O’Donoghue, Graham John Clifton Bond     | –                         |
| 11. März 1974 – 28. April 1974 7 Wochen | 7                                        | Alvin Stardust                           | My Coo Ca Choo Peter Shelley                                            | –                         |
| 29. April 1974 – 26. Mai 1974 4 Wochen | 4                                        | Terry Jacks                              | Seasons in the Sun Jaques Brel; englischer Text: Rod McKuen             | –                         |
| 27. Mai 1974 – 16. Juni 1974 3 Wochen | 3                                        | Suzi Quatro                              | Devil Gate Drive Michael Donald Chapman, Nicky Chinn                    | –                         |
| 17. Juni 1974 – 11. August 1974 8 Wochen | 8                                        | Paper Lace                               | Billy Don’t Be a Hero Mitch Murray, Peter Robin Callander               | –                         |
| 12. August 1974 – 22. September 1974 6 Wochen | 6                                        | Stevie Wright                            | Evie Harry Vanda, George Young                                          | –                         |
| 23. September 1974 – 17. November 1974 8 Wochen | 8                                        | Paper Lace                               | The Night Chicago Died Musik: Mitch Murray; Text: Peter Robin Callander | –                         |
| 18. November 1974 – 15. Dezember 1974 4 Wochen | 4                                        | Olivia Newton-John                       | I Love You, I Honestly Love You Peter W. Allen, Jeff Barry              | –                         |
| 16. Dezember 1974 – 5. Januar 1975 3 Wochen | 3                                        | Carl Douglas                             | Kung Fu Fighting Carl Douglas                                           | –                         |

## Alben
| ← 1973 ← | Liste der Nummer-eins-Hits in Australien | Liste der Nummer-eins-Hits in Australien | Liste der Nummer-eins-Hits in Australien | 1975 →                    |
| \| Zeitraum \| Wo. ges. \| Interpret \| Titel \| Zusätzliche Informationen \| \| (Zeitraum, Wochen auf Platz eins, Interpret, Titel, zusätzliche Informationen) \| \| \| \| \| \| ------------------------------------------------------------------------------ \| -------- \| ---------------------- \| ---------------------------------------- \| ------------------------- \| \| 24. Dezember 1973 – 27. Januar 1974 5 Wochen (insgesamt 29) \| 29 \| Neil Diamond \| Hot August Night \| – \| \| 28. Januar 1974 – 24. Februar 1974 4 Wochen \| 4 \| Neil Diamond \| Jonathan Livingston Seagull (Soundtrack) \| – \| \| 25. Februar 1974 – 17. März 1974 3 Wochen (insgesamt 29) \| 29 \| Neil Diamond \| Hot August Night \| – \| \| 18. März 1974 – 7. April 1974 3 Wochen \| 3 \| Elton John \| Goodbye Yellow Brick Road \| – \| \| 8. April 1974 – 19. Mai 1974 6 Wochen (insgesamt 7) \| 7 \| Paul McCartney & Wings \| Band on the Run \| – \| \| 20. Mai 1974 – 16. Juni 1974 4 Wochen \| 4 \| Mike Oldfield \| Tubular Bells \| – \| \| 17. Juni 1974 – 28. Juli 1974 6 Wochen (insgesamt 7) \| 7 \| (Soundtrack) \| The Sting \| – \| \| 29. Juli 1974 – 4. August 1974 1 Woche \| 1 \| The Wings \| Band on the Run \| – \| \| 5. August 1974 – 11. August 1974 1 Woche (insgesamt 7) \| 7 \| (Soundtrack) \| The Sting \| – \| \| 12. August 1974 – 20. Oktober 1974 10 Wochen \| 10 \| Elton John \| Caribou \| – \| \| 21. Oktober 1974 – 1. Dezember 1974 6 Wochen \| 6 \| Suzi Quatro \| Quatro \| – \| \| 2. Dezember 1974 – 19. Januar 1975 7 Wochen \| 7 \| Neil Diamond \| Serenade \| – \| |                                          |                                          |                                          |                           |
| ← 1973 |                                          |                                          |                                          | → 1975 →                  |
| Zeitraum | Wo. ges.                                 | Interpret                                | Titel                                    | Zusätzliche Informationen |
| (Zeitraum, Wochen auf Platz eins, Interpret, Titel, zusätzliche Informationen) |                                          |                                          |                                          |                           |
| 24. Dezember 1973 – 27. Januar 1974 5 Wochen (insgesamt 29) | 29                                       | Neil Diamond                             | Hot August Night                         | –                         |
| 28. Januar 1974 – 24. Februar 1974 4 Wochen | 4                                        | Neil Diamond                             | Jonathan Livingston Seagull (Soundtrack) | –                         |
| 25. Februar 1974 – 17. März 1974 3 Wochen (insgesamt 29) | 29                                       | Neil Diamond                             | Hot August Night                         | –                         |
| 18. März 1974 – 7. April 1974 3 Wochen | 3                                        | Elton John                               | Goodbye Yellow Brick Road                | –                         |
| 8. April 1974 – 19. Mai 1974 6 Wochen (insgesamt 7) | 7                                        | Paul McCartney & Wings                   | Band on the Run                          | –                         |
| 20. Mai 1974 – 16. Juni 1974 4 Wochen | 4                                        | Mike Oldfield                            | Tubular Bells                            | –                         |
| 17. Juni 1974 – 28. Juli 1974 6 Wochen (insgesamt 7) | 7                                        | (Soundtrack)                             | The Sting                                | –                         |
| 29. Juli 1974 – 4. August 1974 1 Woche | 1                                        | The Wings                                | Band on the Run                          | –                         |
| 5. August 1974 – 11. August 1974 1 Woche (insgesamt 7) | 7                                        | (Soundtrack)                             | The Sting                                | –                         |
| 12. August 1974 – 20. Oktober 1974 10 Wochen | 10                                       | Elton John                               | Caribou                                  | –                         |
| 21. Oktober 1974 – 1. Dezember 1974 6 Wochen | 6                                        | Suzi Quatro                              | Quatro                                   | –                         |
| 2. Dezember 1974 – 19. Januar 1975 7 Wochen | 7                                        | Neil Diamond                             | Serenade                                 | –                         |